# مرد شماره یک
مرد شماره یک (به هندی: Ek: The Power of One) فیلمی محصول سال ۲۰۰۹ و به کارگردانی سانگیت سیوان است. در این فیلم بازیگرانی همچون بابی دئول، شریا سارن، نانا پاتیکار، کولبوشان کارباندا، جکی شروف، زارینا وهاب، آکشی کاپور، راغوبیر یاداو، چانکی پاندی، جاسپال بهاتی، دریتیمان چاترجی و گورپریت گوگی ایفای نقش کرده‌اند.